# Diocesi di Amiens

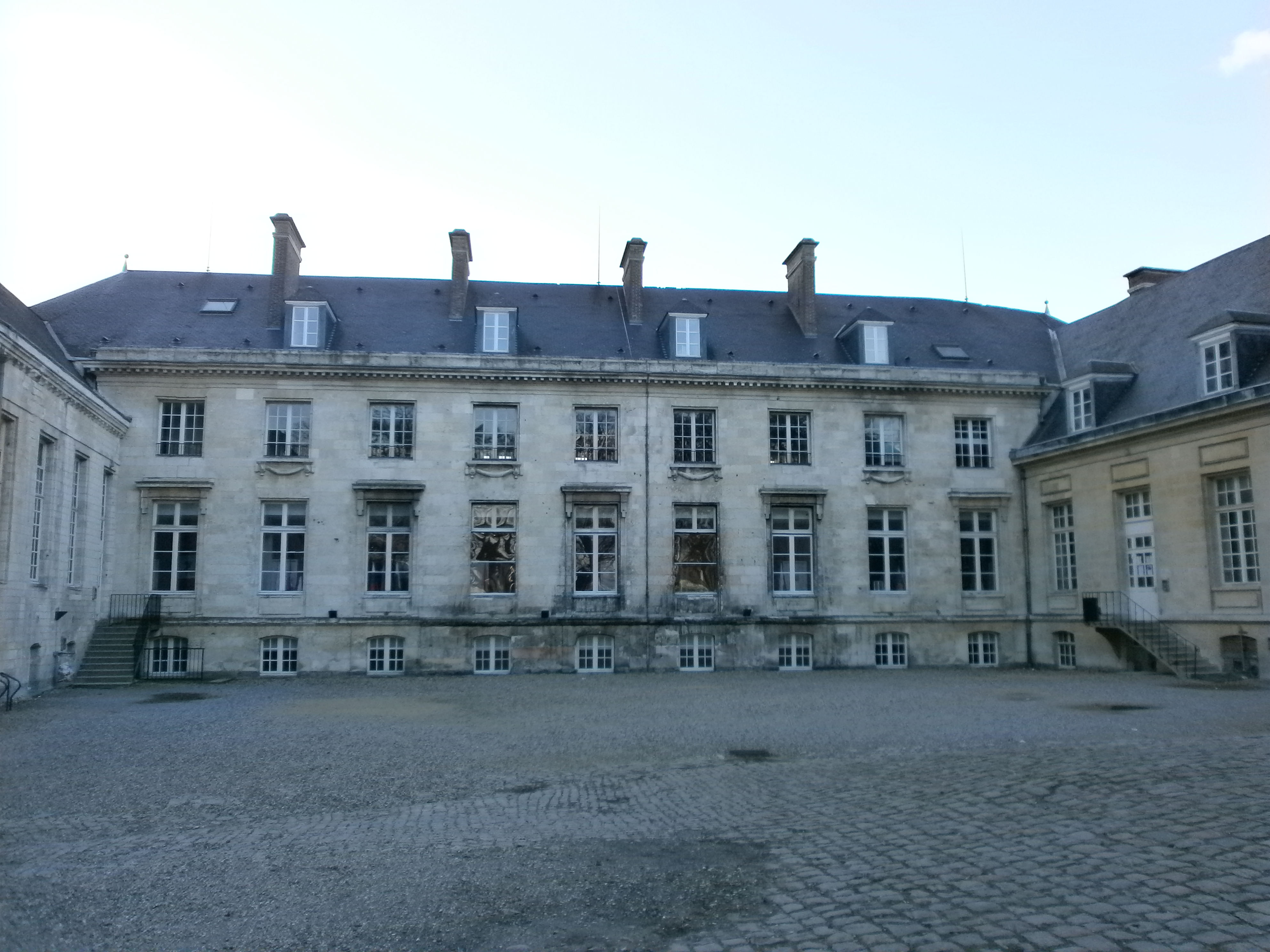
L'antico palazzo episcopale di Amiens, che fu sede dei vescovi fino al 1905.

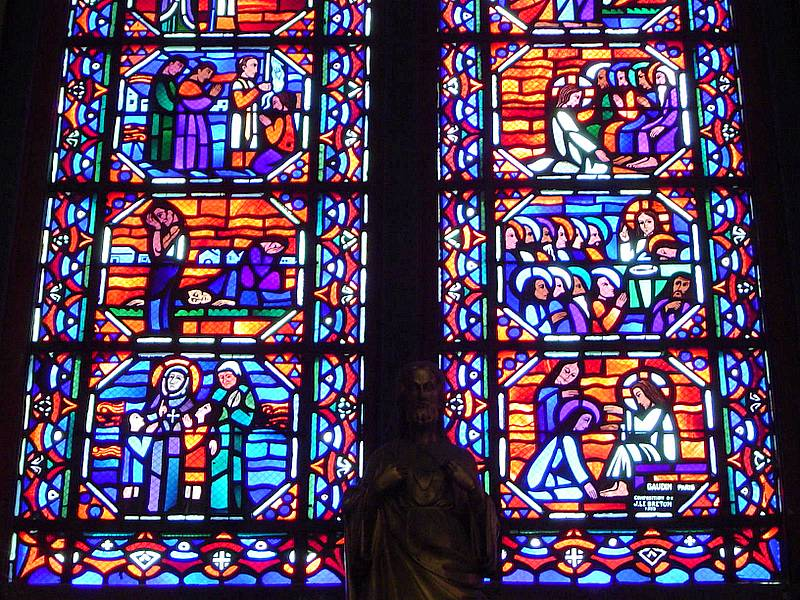
Vetrate della cattedrale.

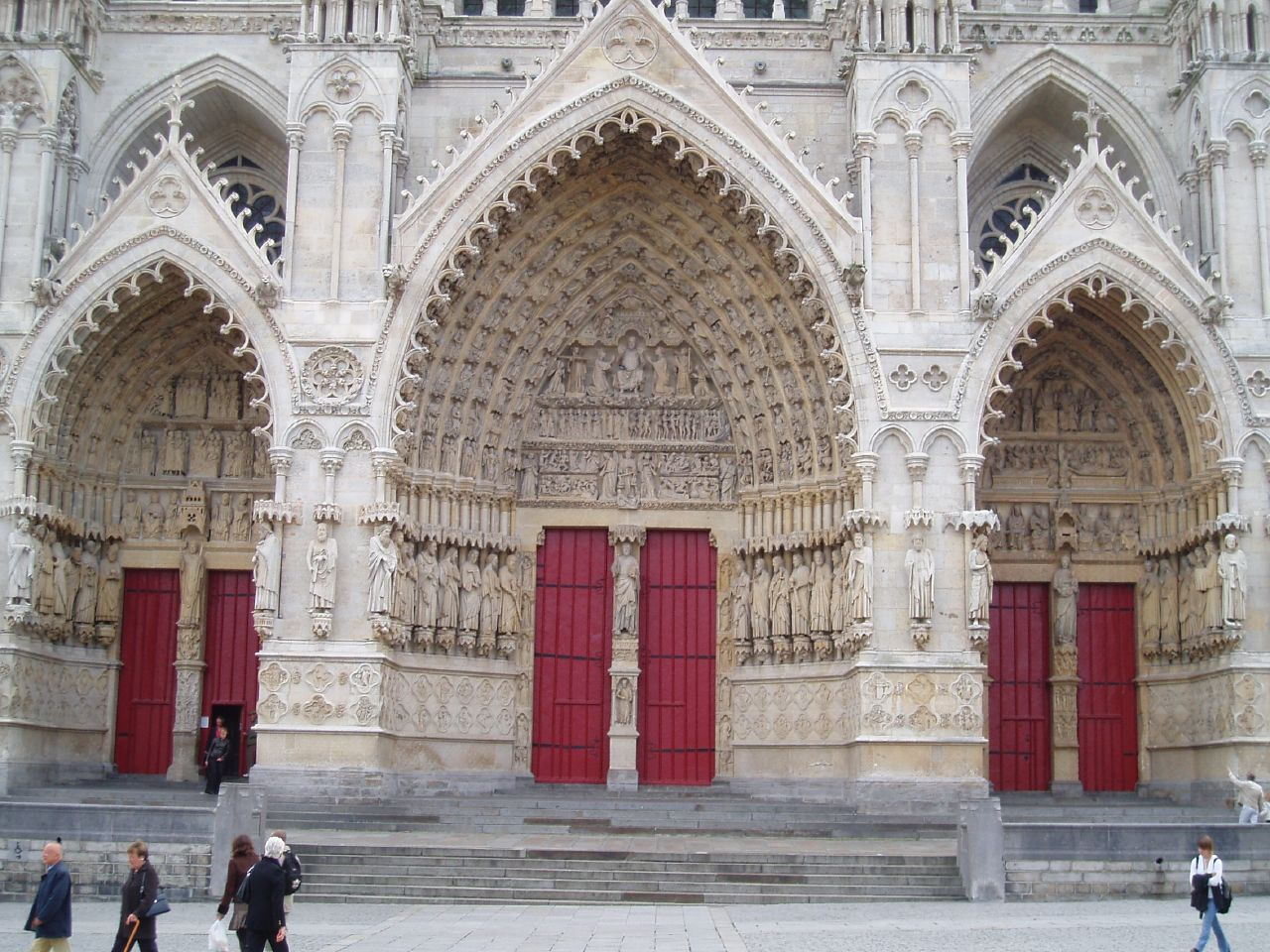
I tre portali della facciata principale della cattedrale, costruiti tra il 1220 e il 1230.

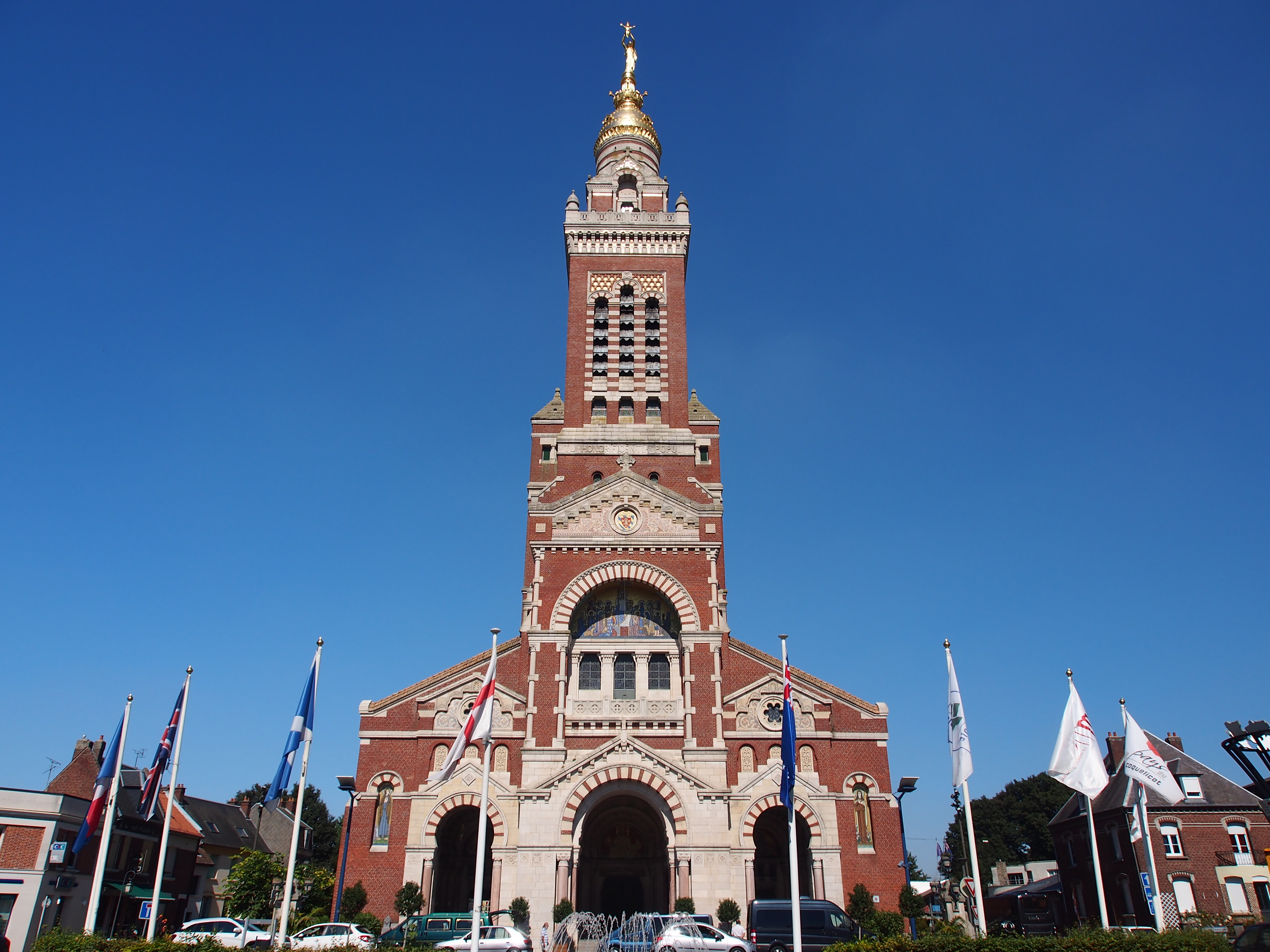
La basilica minore Notre-Dame de Brebières ad Albert.

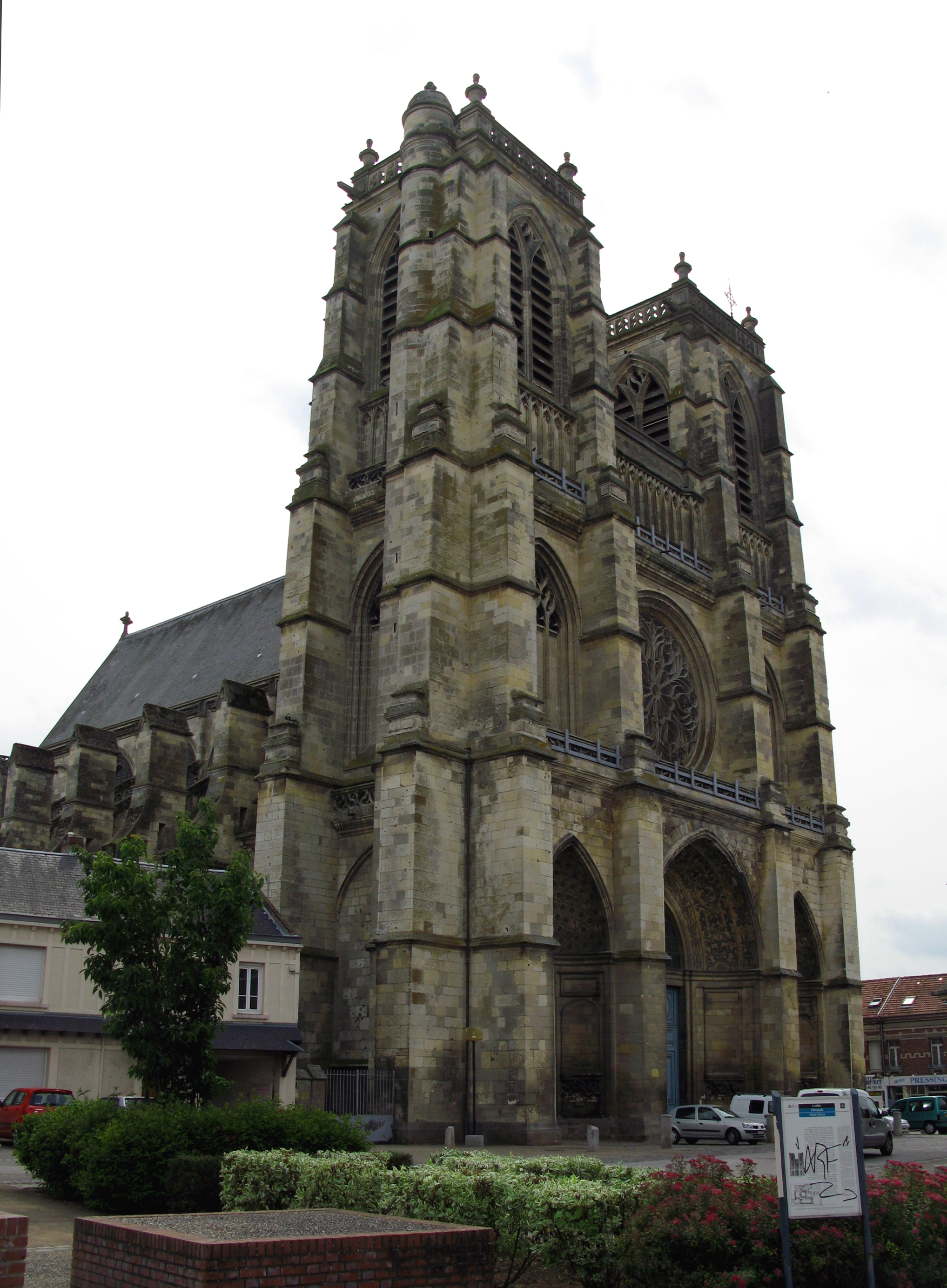
La chiesa abbaziale di Corbie.

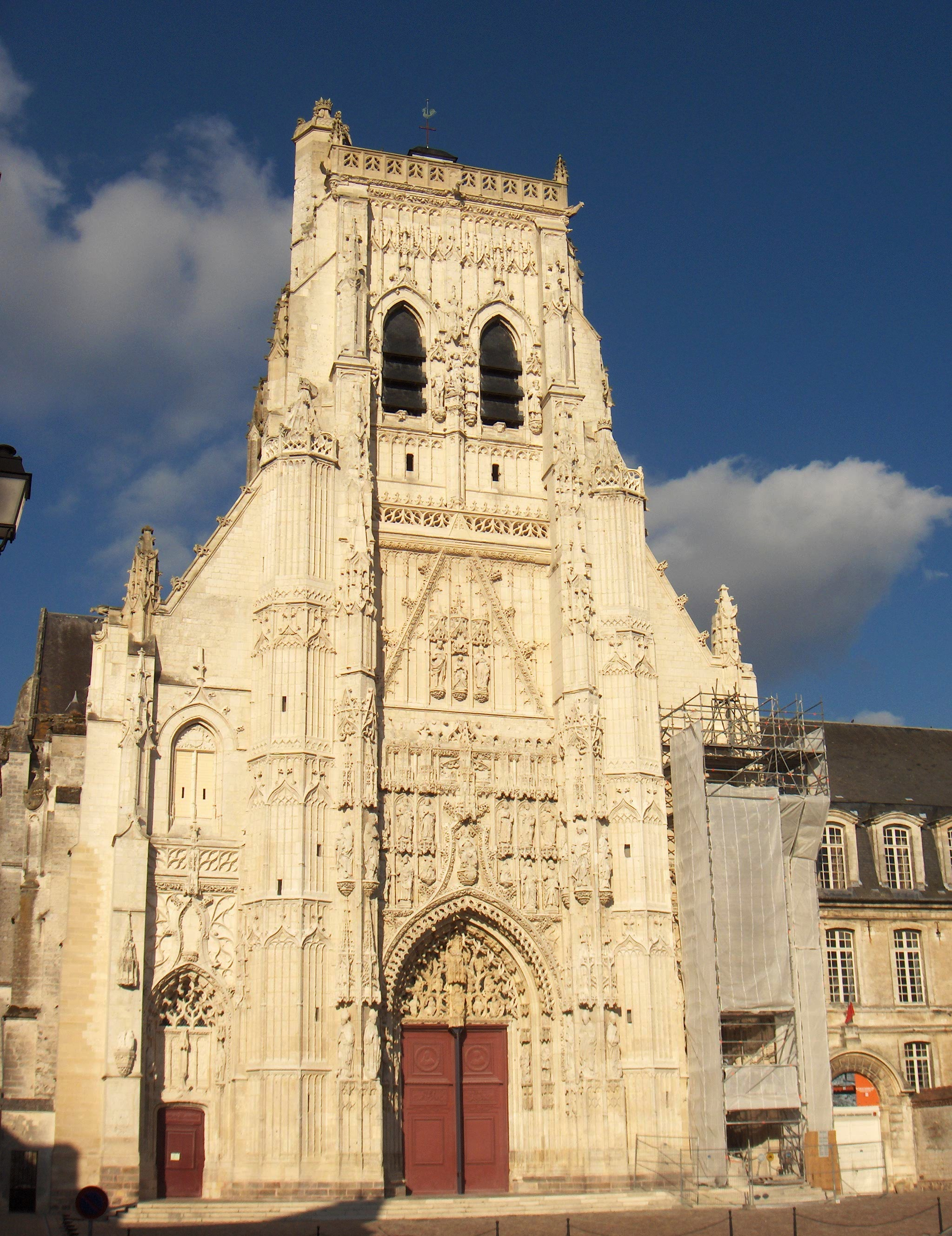
La chiesa abbaziale di Saint-Riquier.

La diocesi di Amiens (in latino Dioecesis Ambianensis) è una sede della Chiesa cattolica in Francia, suffraganea dell'arcidiocesi di Reims. Nel 2022 contava 498.000 battezzati su 569.662 abitanti. È retta dal vescovo Gérard Le Stang.

## Territorio
La diocesi comprende il dipartimento francese della Somme.
Sede vescovile è la città di Amiens, dove si trova la cattedrale di Notre-Dame; con i suoi oltre 7.000 m² di superficie, è la più vasta delle cattedrali francesi. In diocesi si trova anche la basilica minore di Notre-Dame de Brebières ad Albert.	
Il territorio si estende su 6.277 km² ed è suddiviso in 49 parrocchie, raggruppate in 14 settori apostolici (secteurs apostoliques).

## Storia
La diocesi di Amiens è stata eretta verso la fine del III secolo. San Firmino, tradizionalmente considerato il fondatore e primo vescovo della diocesi, fu l'ultimo noto tra una serie di missionari venuti ad evangelizzare il nord della Gallia nel corso del secolo; tra questi si ricordano i santi Quintino, Genziano, Vittorico e Fusciano. Contestualmente alla pace costantiniana risale la costruzione della prima cattedrale, edificata sulla tomba di san Firmino nella collina dove oggi sorge il quartiere Saint-Acheul di Amiens.
L'opinione più accreditata e l'unica sostenibile è che san Firmino abbia subito il martirio all'epoca delle persecuzioni di Massimiano e di Diocleziano, tra la fine del III secolo e l'inizio del IV. Primo vescovo storicamente documentato è Eulogio, la cui firma si trova nel documento redatto nel 346 con il quale, nello pseudo-concilio di Colonia, un gruppo di vescovi fece sua la decisione del concilio di Sardica a favore di sant'Atanasio di Alessandria.
Samarobriva Ambianorum era la capitale e il centro amministrativo del popolo celtico degli Ambiani nella provincia romana della Gallia Belgica seconda, come testimoniato dalla Notitia Galliarum dell'inizio del V secolo. Dal punto di vista religioso, come di quello civile, Amiens dipendeva dalla provincia ecclesiastica dell'arcidiocesi di Reims, sede metropolitana provinciale.
L'evangelizzazione delle campagne inizia solo dopo le invasioni barbariche, verso il VII secolo, ad opera di missionari eremiti, per lo più provenienti dalla Britannia, che sono all'origine delle grandi abbazie della diocesi: Saint-Valéry, Saint Riquier, Forest-Montiers e Corbie.	
Nel XII e XIII secolo fanno l'apparizione in Piccardia nuove istituzioni religiose, come i canonici regolari, i premostratensi e i cistercensi, che fondarono nuovi ed importanti monasteri, come quelli di Valloires (1137), di Gard (1139) e quello femminile di Berteaucourt (1095).
Nel XIII secolo fu dato inizio alla costruzione dell'odierna cattedrale gotica.
Nel periodo della controriforma Amiens conosce l'arrivo dei Gesuiti, che nel 1604 aprono un collegio in città; nel 1624 è fondato dal vescovo François Lefèvre de Caumartin il seminario diocesano.
Tra i vescovi che si distinsero nella lotta contro il giansenismo e che si applicarono nel far osservare la bolla Unigenitus Dei Filius ci furono Pierre de Sabatier († 1733) ed il suo successore Orléans de La Motte († 1774). Nel 1746 fu approvato un breviario proprio di tendenza antigiansenista: le collette del rito romano furono eliminate in quanto sembravano esagerare in senso agostiniano la grazia efficace.
All'insorgere della rivoluzione, la diocesi comprendeva i territori storici dell'Amiénois, del Corbiois, del Ponthieu e del Vimeu, per un totale di oltre 750 parrocchie, raggruppate in 2 arcidiaconati, Amiens e Ponthieu, e 26 decanati.
Durante la rivoluzione francese, il vescovo Louis-Charles de Machault è costretto a fuggire in esilio a Tournai. Solo il concordato del 1801 ristabilisce la pace nella diocesi. Il 29 novembre 1801, in forza della bolla Qui Christi Domini di papa Pio VII, il territorio della diocesi venne fatto coincidere con i dipartimenti della Somme e dell'Oise, incorporando quello della soppressa diocesi di Beauvais. Contestualmente fu resa suffraganea di Parigi.
Nel 1822 fu ristabilita la diocesi di Beauvais, e Amiens ritornò nella provincia ecclesiastica dell'arcidiocesi di Reims. In seguito a queste modifiche territoriali, rispetto all'antica diocesi, Amiens cedette alcune parrocchie meridionali alla diocesi di Beauvais; settori settentrionali furono interscambiati con la diocesi di Arras, ma soprattutto acquisì oltre 130 parrocchie dall'antica diocesi di Noyon ad est.

## Cronotassi dei vescovi
Si omettono i periodi di sede vacante non superiori ai 2 anni o non storicamente accertati.
I più antichi cataloghi episcopali di Amiens, che si arrestano a Thibault d'Heilly († 1204), sono conservati nella raccolta di Robert de Torigni e in due martirologi dell'abbazia di Corbie, questi ultimi utilizzati dagli autori di Gallia christiana. Secondo Louis Duchesne, questi cataloghi sono affidabili solo a partire dal IX secolo; i nomi precedenti invece non sono tutti garantiti dalla storia, mancano nomi di vescovi certi, alcuni di essi sono mal disposti cronologicamente. Inoltre le liste episcopali hannp inizio con cinque nomi di persone venerate come santi all'epoca della stesura dei cataloghi, ossia nel XII secolo.
- San Firmino I †[6]
- Eulogio † (menzionato nel 346)
- San Firmino II il Confessore †[6]
- Leodardo †[6]
- Audoeno †[6]
- Edibio † (menzionato nel 511)
- Beato † (menzionato nel 549)
- Sant'Onorato †[6]
- San Salvio †[6]
- San Bertacundo (o Bercundo) † (menzionato nel 614)
- Bertefrido † (prima del 650 - dopo il 667)
- Teodefredo † (menzionato nel 683)[7]
- Deodato †[6]
- Dadone †[6]
- Ursiniano † (prima del 692 - dopo il 697)
- Dominico †
- Cristiano †
- Raimberto † (menzionato nel 748)
- Ailulfo †
- Giorgio[8] † (prima del 769 - dopo il 798 circa)
- Jesse † (prima dell'autunno 799 - 834 deposto)
- Ragenario † (circa 835 - dopo l'849)
- Ilmerado † (prima della fine dell'850 - dopo l'871)
- Geroldo † (prima dell'875 - dopo l'877)
- Otgario † (prima dell'893 - 1º agosto 928 deceduto)
- Deroldo † (929 - 947 deceduto)
- Tetbaldo † (947 - 949 espulso)[7]
- Ragembaldo[9] † (949 - dopo il 950)
- Teobaldo[10] † (prima di maggio 972 - 25 settembre 975 deposto)
- Alviano o Almanno †
- Gotesmanno † (prima del 985 - dopo giugno 991)
- Foulques I † (prima del 993 - dopo il 1030)
- Foulques II † (prima del 1036 - 1058 deceduto)[11]
- Guido † (luglio 1058 - dicembre 1075 deceduto)
  - Foulques III † (menzionato a ottobre 1076) (vescovo eletto)
- Raoul † (1078 - 1079)
- Roricon † (circa 1080 - dopo il 1085)
- Gervin † (1091 - gennaio 1102 o 1103 deceduto)
- San Geoffroy † (aprile 1104 consacrato - 8 novembre 1115 deceduto)
- Enguerrand de Boves † (prima di maggio 1116 - 9 novembre 1127 deceduto)
- Guérin de Chastillon-Saint-Pol † (16 novembre 1127 - 1144 dimesso)
- Thierry † (1144 - novembre 1164 deceduto)
- Robert de Camera † (1165 - aprile 1169 deceduto)
- Thibault d'Heilly † (1169 - 30 aprile 1204 deceduto)
- Richard de Gerberoy † (2 maggio 1205 - 14 maggio 1210 deceduto)
- Évrard de Fouilloy † (dopo aprile 1211 - novembre 1222 deceduto)
- Geoffroy D'Eu † (prima di febbraio 1223 - 25 novembre 1236 deceduto)
- Arnoul † (1236 - prima di giugno 1247 deceduto)
- Gérard de Conchy † (1247 - 1257 deceduto)
- Aleaume de Neuilly † (1258 - maggio o giugno 1259 deceduto)
- Bernard d'Abbeville † (1259 - 22 marzo 1278 deceduto)
- Guillaume de Mâcon † (1278 - 4 maggio 1308 deceduto)
- Robert de Fouilloy † (prima del 12 settembre 1308 - 20 marzo 1321 deceduto)
- Simon de Goucans † (18 maggio 1321 - 3 dicembre 1325 deceduto)
- Jean de Cherchemont † (18 febbraio 1326 - 26 gennaio 1373 deceduto)
- Jean de La Grange, O.S.B. † (7 febbraio 1373 - 20 dicembre 1375 dimesso)
- Jean Rolland † (3 gennaio 1376 - 17 dicembre 1388 deceduto)
- Jean de Boissy † (29 marzo 1389 - 4 settembre 1410 deceduto)
- Bernard de Chevenon † (20 marzo 1411 - 29 marzo 1413 nominato vescovo di Beauvais)
- Philibert de Saulx † (14 agosto 1413 - 10 maggio 1424 nominato vescovo di Coutances)
- Jean de Harcourt † (10 maggio 1424 - 4 marzo 1433 nominato arcivescovo di Reims)
- Jean le Jeune † (26 aprile 1433 - 24 ottobre 1436 nominato vescovo di Thérouanne)
  - Francesco Condulmer † (5 novembre 1436 - 27 marzo 1437 dimesso) (amministratore apostolico)
- Jean Avantage † (27 marzo 1437 - 26 novembre 1456 deceduto)
- Ferry de Beauvoir † (14 gennaio 1457 - 28 febbraio 1473 deceduto)
- Jean de Gaucourt † (5 luglio 1473 - 3 maggio 1476 deceduto)
- Louis de Gaucourt † (9 settembre 1476 - 1482 deceduto)
- Pierre Verse † (7 ottobre 1482 - 10 febbraio 1501 deceduto)
  - Filippo di Kleve † (14 giugno 1501 - 9 agosto 1503 nominato vescovo di Autun) (amministratore apostolico)
- François de Halluin † (9 agosto 1503 - 18 giugno 1538 deceduto)
  - Charles de Hémard de Denonville † (9 dicembre 1538 - 23 agosto 1540 deceduto) (amministratore apostolico)
  - Claude de Longwy de Givry † (24 settembre 1540 - 12 febbraio 1546 dimesso) (amministratore apostolico)
- François de Pisseleu † (12 settembre 1546 - 1552 dimesso)
- Nicolas de Pellevé † (24 agosto 1552 - 16 dicembre 1562 nominato arcivescovo di Sens)
- Antoine de Créqui † (14 luglio 1564 - 20 giugno 1574 deceduto)
- Geoffroy de La Marthonie † (26 ottobre 1576 - 17 dicembre 1617 deceduto)
- François Lefèvre de Caumartin † (17 dicembre 1617 succeduto - 27 novembre 1652 deceduto)
- François Faure † (23 marzo 1654 - 11 maggio 1687 deceduto)
  - Sede vacante (1687-1692)
- Henri Feydeau de Brou † (24 marzo 1692[12] - 14 giugno 1706 deceduto)
- Pierre de Sabatier † (11 aprile 1707 - 20 gennaio 1733 deceduto)
- Louis-François-Gabriel d'Orléans de La Motte † (20 marzo 1734 - 10 luglio 1774 deceduto)
- Louis-Charles de Machault † (10 luglio 1774 succeduto - 6 novembre 1801 dimesso)
- Jean-Chrysostome de Villaret † (15 maggio 1802 - 17 dicembre 1804 nominato vescovo di Alessandria)
- Jean-François Demandolx † (1º febbraio 1805 - 14 agosto 1817 deceduto)
- Marc-Marie de Bombelles † (1º ottobre 1817 - 5 marzo 1822 deceduto)
- Jean-Pierre de Gallien de Chabons † (27 settembre 1822 - 9 novembre 1837 dimesso)
- Jean-Marie Mioland † (12 febbraio 1838 - 2 aprile 1849 nominato arcivescovo coadiutore di Tolosa[13])
- Louis-Antoine de Salinis † (2 aprile 1849 - 16 giugno 1856 nominato arcivescovo di Auch)
- Jacques-Antoine-Claude-Marie Boudinet † (16 giugno 1856 - 1º aprile 1873 deceduto)
- Louis-Désiré-César Bataille † (25 luglio 1873 - 9 giugno 1879 deceduto)
- Aimé-Victor-François Guilbert † (22 settembre 1879 - 9 agosto 1883 nominato arcivescovo di Bordeaux)
- Jean-Baptiste-Marie-Simon Jacquenet † (27 marzo 1884 - 1º marzo 1892 deceduto)
- René-François Renou † (19 gennaio 1893 - 25 giugno 1896 nominato arcivescovo di Tours)
- Jean-Marie-Léon Dizien † (25 giugno 1896 - 27 marzo 1915 deceduto)
- Pierre Florent André du Bois de La Villerabel † (1º giugno 1915 - 16 dicembre 1920 nominato arcivescovo di Rouen)
- Charles-Albert-Joseph Lecomte † (10 marzo 1921 - 17 agosto 1934 deceduto)
- Lucien-Louis-Claude Martin † (29 maggio 1935 - 26 dicembre 1945 deceduto)
- Albert-Paul Droulers † (17 febbraio 1947 - 3 giugno 1950 deceduto)
- René-Louis-Marie Stourm † (19 gennaio 1951 - 27 ottobre 1962 nominato arcivescovo di Sens)
- Géry-Jacques-Charles Leuliet † (14 febbraio 1963 - 15 gennaio 1985 ritirato)
- François Jacques Bussini † (28 dicembre 1985 - 6 marzo 1987 dimesso)
- Jacques Moïse Eugène Noyer † (31 ottobre 1987 - 10 marzo 2003 ritirato)
- Jean-Luc Bouilleret (10 marzo 2003 - 10 ottobre 2013 nominato arcivescovo di Besançon)
- Olivier Leborgne (20 febbraio 2014 - 4 settembre 2020 nominato vescovo di Arras)
- Gérard Le Stang, dal 20 marzo 2021

## Statistiche
La diocesi nel 2022 su una popolazione di 569.662 persone contava 498.000 battezzati, corrispondenti all'87,4% del totale.
| anno | popolazione | popolazione | popolazione | presbiteri | presbiteri | presbiteri | presbiteri                | diaconi | religiosi | religiosi | parrocchie |
| anno | battezzati  | totale      | %           | numero     | secolari   | regolari   | battezzati per presbitero | diaconi | uomini    | donne     | parrocchie |
| ---- | ----------- | ----------- | ----------- | ---------- | ---------- | ---------- | ------------------------- | ------- | --------- | --------- | ---------- |
| 1955 | 415.000     | 464.150     | 89,4        | 493        | 432        | 61         | 841                       |         | 49        | 900       | 669        |
| 1970 | 470.000     | 512.113     | 91,8        | 387        | 324        | 63         | 1.214                     |         | 72        | 524       | 835        |
| 1980 | 501.000     | 553.101     | 90,6        | 285        | 253        | 32         | 1.757                     | 1       | 56        | 442       | 836        |
| 1990 | 492.000     | 548.000     | 89,8        | 209        | 178        | 31         | 2.354                     | 2       | 53        | 351       | 98         |
| 1999 | 482.000     | 547.825     | 88,0        | 146        | 130        | 16         | 3.301                     | 6       | 57        | 260       | 54         |
| 2000 | 489.000     | 556.100     | 87,9        | 142        | 129        | 13         | 3.443                     | 7       | 50        | 253       | 51         |
| 2001 | 489.000     | 556.100     | 87,9        | 30         | 18         | 12         | 16.300                    | 7       | 48        | 232       | 52         |
| 2002 | 489.000     | 556.100     | 87,9        | 128        | 115        | 13         | 3.820                     | 6       | 43        | 238       | 54         |
| 2003 | 489.000     | 556.100     | 87,9        | 118        | 107        | 11         | 4.144                     | 8       | 41        | 232       | 49         |
| 2004 | 489.000     | 556.100     | 87,9        | 117        | 106        | 11         | 4.179                     | 9       | 40        | 211       | 49         |
| 2006 | 491.000     | 558.000     | 88,0        | 107        | 100        | 7          | 4.588                     | 11      | 36        | 201       | 49         |
| 2012 | 503.200     | 586.200     | 85,8        | 88         | 80         | 8          | 5.718                     | 16      | 26        | 171       | 49         |
| 2015 | 498.000     | 571.154     | 87,2        | 75         | 67         | 8          | 6.640                     | 16      | 26        | 149       | 49         |
| 2018 | 509.500     | 583.641     | 87,3        | 69         | 62         | 7          | 7.384                     | 17      | 21        | 115       | 49         |
| 2020 | 497.600     | 569.662     | 87,4        | 75         | 66         | 9          | 6.634                     | 18      | 21        | 120       | 49         |
| 2022 | 498.000     | 569.662     | 87,4        | 72         | 63         | 9          | 6.916                     | 16      | 16        | 109       | 49         |